# Nijmegen

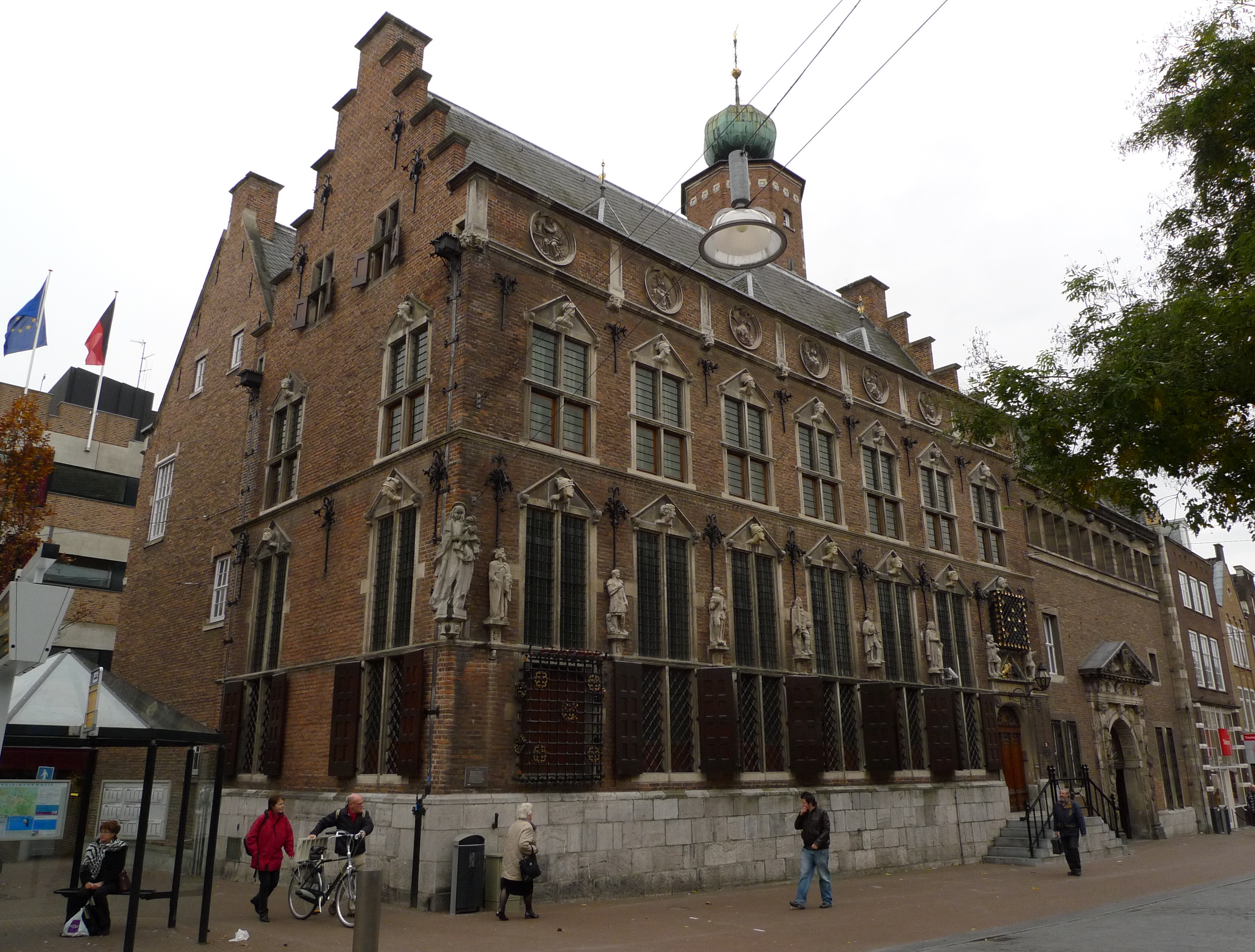
Stadshuset i Nijmegen.

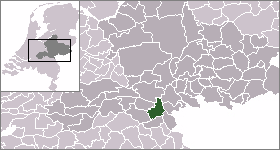
Nijmegens position i Gelderland.

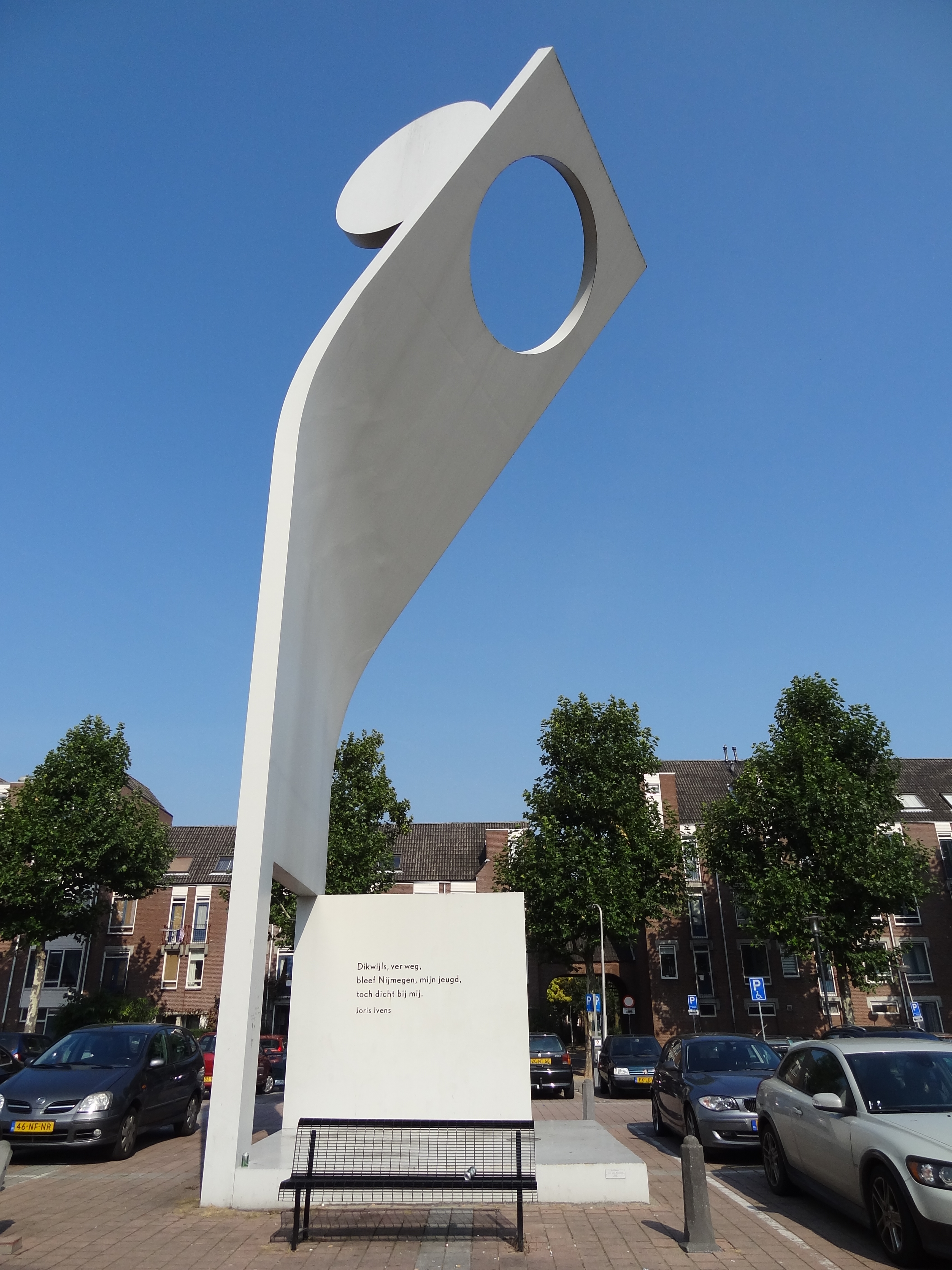
Joris Ivens monument i Nijmegen.

Nijmegen (nederländskt uttal: [ˈnɛɪme:ɣə(n)]) är en kommun och en stad i provinsen Gelderland i Nederländerna. Kommunens totala area är 57,72 km² (där 3,94 km² är vatten) och invånarantalet är på 182 465 invånare (2022).
1953 startade Philips sin halvledarverksamhet med tillverkning och utveckling i Nijmegen. I början tillverkades transistorer och dioder. Verksamheten växte och blev centrum för Philips halvledare med 4500 anställda och med flera fabriker i Nijmegen med omnejd. 
I Nijmegen finns El Corte, en av Europas mest kända platser för argentinsk tango, där det första helgen i varje månad anordnas milonga.
Staden har även ett fotbollslag N.E.C. Nijmegen som spelar i Erstedivisie som är den näst högsta ligan i Nederländerna. Laget spelar sina hemmamacher på Stadion de Goffert med en kapacitet på 12 500 platser. Tidigare spelare i klubben innefattar bland annat Jordan Larsson och Jonas Olsson.

## Kända personer från Njimegen
- Sieneke Peeters, en sångerska. Sjöng i Eurovision Song Contest 2010.
- Bröderna Alex Van Halen och Eddie Van Halen, grundare av och medlemmar i bandet Van Halen
- Henriette Pressburg, mor till Karl Marx
- Joris Ivens, filmare